# Vandoies
Vintl tiếng Đức) hoặc Vandoies tiếng Ý) là một đô thị ở Bolzano-Bozen trong vùng Trentino-Alto Adige/Südtirol của Ý, có vị trí cách khoảng 100 km về phía đông bắc của Trento và khoảng 45 km về phía đông bắc của Bolzano. Tại thời điểm ngày 31 tháng 12 năm 2004, đô thị này có dân số 3.181 người và diện tích là 110,6 km².
Đô thị Vintl có các frazioni (các đơn vị cấp dưới, chủ yếu là các làng) Vandoies di Sotto (Niedervintl), Vandioes di Sopra (Obervintl), Vallarga (Weitental), và Fundres (Pfunders).
Vintl giáp các đô thị: Kiens, Mühlbach, Rodeneck, Mühlwald, Terenten, và Pfitsch.